# Archaeodictyna ammophila
Archaeodictyna ammophila – gatunek pająka z rodziny ciemieńcowatych.
Gatunek ten opisany został po raz pierwszy w 1871 roku przez Antona Menge jako Dictyna ammophila. Do rodzaju Archaeodictyna przeniósł go w 1967 roku Pekka Lehtinen.
Samce osiągają od 1,5 do 3, a samice od 1,6 do 3,5 mm długości ciała. Ubarwienie jajowatego w zarysie karapaksu jest ciemnobrązowe do czarnego z czterema rzędami białych włosków w części głowowej. Wysokość jasnego nadustka wynosi nieco mniej niż wysokość oka przednio-środkowej pary. Sternum ma kolor brązowy z ciemniejszymi brzegami. Odnóża są żółtawobrązowe z ciemnobrązowymi udami, a niekiedy ze szczątkowym obrączkowaniem. Opistosoma (odwłok) ma wierzch ciemnobrązowy do prawie czarnego, opcjonalnie z jasnymi kropkami pośrodku i szewronami z tyłu.
Nogogłaszczki samca mają dłuższe niż szerokie golenie pozbawione apofiz i ctenidium. Ponadto aparat kopulacyjny cechuje się nitkowatym, robiącym dwie pętle embolusem i dużym, wyraźnie poszerzonym u nasady konduktorem z zaokrąglonym wierzchołkiem ostrogi. Samica ma płytkę płciową z otworami kopulacyjnymi położonymi na bruździe epigastrycznej. Przewody kopulacyjne tworzą sprężynowate pętle zaopatrzone w błony. Kształt małych zbiorników nasiennych jest w owalny.
Pająk znany z Francji, Niemiec, Szwecji, Włoch, Polski, Ukrainy, Mołdawii, Rumunii, Bułgarii, Serbii, Czarnogóry, Chorwacji, Rosji, Azerbejdżanu i Azji Środkowej. Zasiedla miejsca nasłonecznione i częściowo suche, np. wrzosowiska. Bytuje na niskich roślinach i powierzchni gruntu. Dojrzałe osobniki spotyka się od maja do wczesnego lata.